# Sachsen-Gotha
Công quốc Sachsen-Gotha (tiếng Anh: Saxe-Gotha) là một nhà nước thuộc Đế chế La Mã Thần thánh, một trong những công quốc Sachsen do nhánh Ernestine của triều đại Wettin nắm giữ ở Thuringia, Đức ngày nay. Kinh đô của công quốc, cũng là nơi ở của các công tước là Gotha. Lãnh thổ của Sachsen-Gotha được tách ra từ Sachsen-Weimar để trở thành một công quốc riêng vào năm 1640, nhưng đến năm 1680, công quốc này đã nhận thêm lãnh thổ của Công quốc Sachsen-Altenburg và đổi tên thành Sachsen-Gotha-Altenburg. Vì thế, trên thực tế, công quốc Sachsen-Gotha chỉ tồn tại được 4 thập kỷ thì thay đổi quốc hiệu, nhưng quyền cai trị vẫn thuộc về các con cháu của vị công tước đầu tiên là Ernest I Ngoan đạo.

## Lịch sử
Công quốc được thành lập vào năm 1640, khi Công tước Wilhelm von Saxe-Weimar tạo ra một phân khu cho em trai mình là Ernest I Ngoan đạo. Công tước Ernest đã cư trú tại Gotha, nơi ông đã xây dựng Schloss Friedenstein từ năm 1643 đến năm 1654. Đồng thời, Công quốc Sachsen-Eisenach được thành lập cho người em thứ ba Albert IV.
Tuy nhiên, Albert qua đời vào năm 1644, và Ernest được thừa hưởng phần lớn lãnh thổ, mặc dù không phải là lãnh thổ cốt lõi xung quanh dinh thự tại Eisenach và Wartburg, nơi đã rơi vào tay anh trai ông là Wilhelm xứ Sachsen-Weimar. Ernest cũng có thể kết hợp một số điền trang còn lại của Nhà Henneberg đã tuyệt tự vào năm 1660, vốn đã bị bỏ trống từ năm 1583. Cuối cùng vào năm 1672, ông đã nhận được phần lớn lãnh thổ của Công quốc Sachsen-Altenburg thông qua người vợ Elisabeth Sophie, sau khi công tước cuối cùng của Altenburg là Frederick William III qua đời không có người thừa kế. Ernest sau đó đã được gọi là Công tước xứ Sachsen-Gotha-Altenburg.
Khi Ernest qua đời vào năm 1675, ông để lại cho bảy người con trai của mình một lãnh thổ được mở rộng đáng kể. Anh cả, Frederick I lúc đầu cùng cai trị với các em trai của mình cho đến năm 1680, công quốc bị chia cắt. Khu vực xung quanh Gotha và cả Altenburg được chuyển giao cho Frederick I, người vẫn giữ tước hiệu Công tước Sachsen-Gotha-Altenburg. Đối với lịch sử sau này của công quốc, xem Sachsen-Gotha-Altenburg.